# Huatusco, Quintana Roo
Huatusco är en ort i Mexiko.   Den ligger i kommunen Bacalar och delstaten Quintana Roo, i den östra delen av landet, 1 100 km öster om huvudstaden Mexico City. Huatusco ligger 72 meter över havet och antalet invånare är 435.
Terrängen runt Huatusco är huvudsakligen platt. Huatusco ligger nere i en dal som går i öst-västlig riktning. Runt Huatusco är det glesbefolkat, med 16 invånare per kvadratkilometer. Närmaste större samhälle är Altos de Sevilla, 17,7 km öster om Huatusco. I omgivningarna runt Huatusco växer i huvudsak städsegrön lövskog.